# Talkowszczyzna
Talkowszczyzna – wieś w Polsce, położona w województwie podlaskim, w powiecie sokólskim, w gminie Szudziałowo.
| SIMC    | Nazwa    | Rodzaj  |
| ------- | -------- | ------- |
| 0042352 | Klin     | kolonia |
| 1012850 | Pierekał | kolonia |

W latach 1975–1998 wieś administracyjnie należała do województwa białostockiego.
Przez wieś przebiega droga wojewódzka nr 676 i przepływa Słoja.

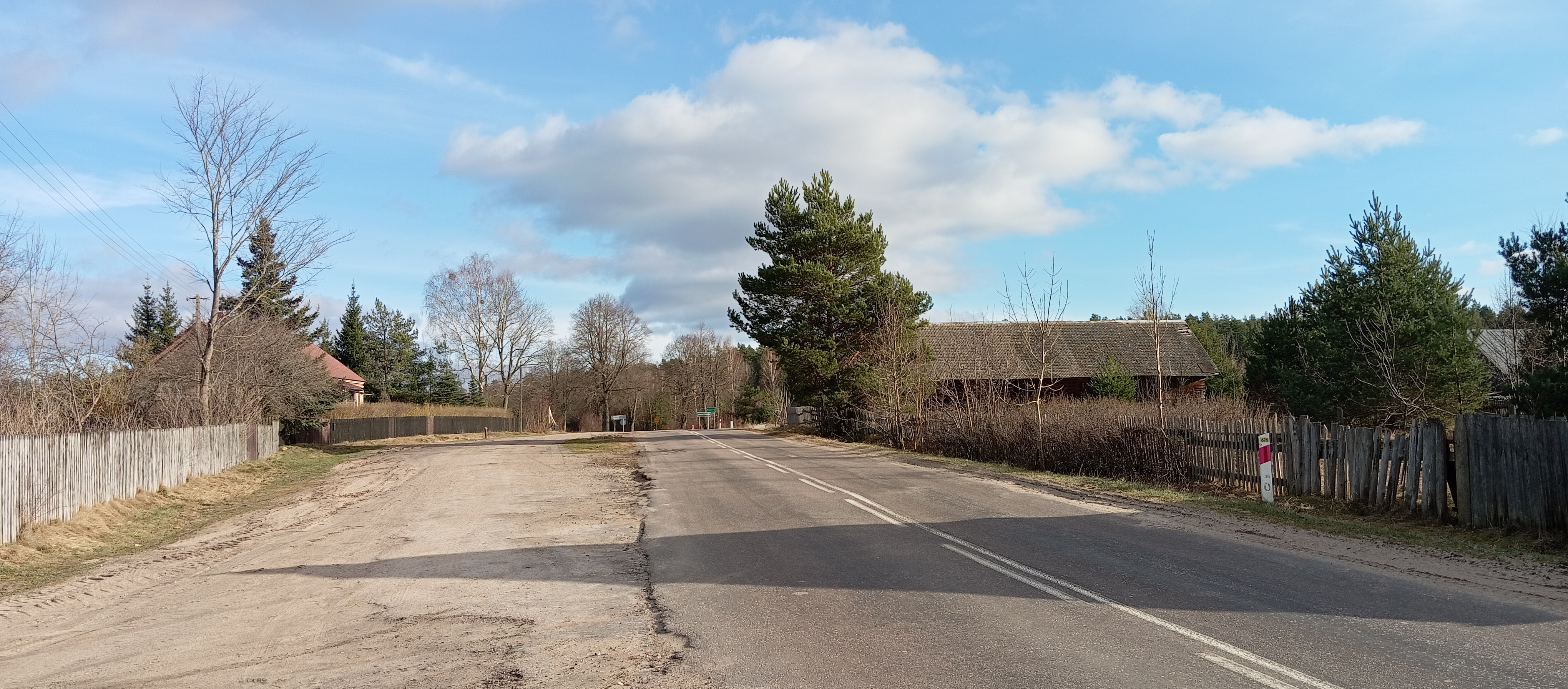
DW676 w Talkowszczyźnie